# SMAU
Lo SMAU ("Salone Macchine e Attrezzature per l'Ufficio") è oggi la principale fiera italiana dedicata all'innovazione per imprese, startup, enti pubblici e abilitatori. La prima edizione si è tenuta nel 1964.
Smau si trasforma negli anni fino a diventare un evento rivolto agli Innovation Manager e alle figure che si occupano di innovazione nelle aziende.

## Descrizione

### 1964-1992:Office automation
SMAU nasce per opera dell'associazione di categoria Comufficio, fondata nel secondo dopoguerra e specializzata appunto nell'arredamento per ufficio, settore già spontaneamente espansosi in macchine per ufficio ed informatica al 26 settembre 1964, giorno di apertura della prima fiera.

### 1993-2005: Tecnologia popolare
Nel periodo tra il 1993 ed il 2005, ed in particolare dal 1997 diventò una fiera di significativo stampo consumer, non senza critiche, espandendosi di fatto all'intrattenimento in genere con i più variegati espositori (tra cui anche stazioni radio commerciali), offerenti ai visitatori i più improbabili gadget promozionali.
Nel 2003 lo SMAU fu la seconda maggior fiera di informatica al mondo.
Sull'onda del successo venne istituito nel 1996 il concorrente bolognese Futurshow, esplicitamente dedicato alla tecnologia come prodotto di massa.
Per la sua ultima annata (2004) il Futurshow traslocò a Milano: mentre l'amministratore delegato di Fiera Milano fu naturalmente favorevole ad ospitarlo, citando il loro interesse in una fiera "complementare" che separi gli eventi B2B e B2C, Antonio Emmanueli (allora presidente di SMAU) espresse riserbo, adducendo il valore di una fiera aperta al pubblico per una popolazione ancora per quattro quinti scoperta dal possesso di un computer, come pure il rischio derivante dalla frammentazione in due eventi quando svariati espositori sarebbero stati rilevanti in entrambi ma difficilmente avrebbero potuto giustificarne i costi quando, internazionalmente, le fiere dell'informatica furono già in declino (un mese dopo tali parole, il 2003 si rivelò anche l'ultimo anno del Comdex in USA).

### 2006-oggi: imprese e servizi
Appena tre anni dopo tali dichiarazioni, cambiata la gestione e complici la diffusione dei personal computer e di Internet (riducenti il valore di un'esposizione dedicata alle nuove tecnologie) come pure le lamentele di espositori e visitatori professionisti, si decise poi di ritrasformarla in un evento esclusivamente professionale (come avvenne successivamente per l'E3 2007).
Conseguentemente e pressoché contemporaneamente alla menzionata massificazione, fungibilità e globalizzazione dell'informatica, il nuovo SMAU segnò anche una trasformazione da un'esposizione di nuovi prodotti ad una fiera dominata dalla promozione di più astratti servizi ed innovazioni.
Attualmente è quindi un evento dedicato all'innovazione per le imprese e le Pubbliche Amministrazioni.
Da sei anni Smau organizza un circuito di appuntamenti territoriali sulle principali regioni italiane per favorire la cultura dell'innovazione nelle imprese e negli enti locali, circuito che nel 2015 diventa internazionale.
A SMAU partecipano ogni anno oltre 80.000 imprese provenienti da tutti i settori merceologici che trovano nella piattaforma fieristica lo strumento principale per dialogare direttamente con il mercato, il tutto con l'obiettivo di rendere le imprese protagoniste attive nello sviluppo e rilancio del Sistema Italia aumentando il proprio potenziale grazie all'innovazione e alle moderne tecnologie digitali. Al fianco degli operatori dell'industria del digitale, a SMAU espongono startup, spin-off, laboratori, Centri di ricerca e trasferimento tecnologico e PMI innovative, attivi nell'ambito dei diversi temi dei Cluster Tecnologici Nazionali che propongono innovazione in settori come le energie, i nuovi materiali, le scienze della vita, i trasporti.
Nel 2015 la 52ª edizione internazionale di ottobre di Smau, dal 21 al 23 ottobre a Fieramilanocity, si è tenuta in contemporanea con Expo 2015 inserita nel calendario degli eventi business dell'Esposizione Universale, aprendo così le porte ai visitatori internazionali che volevano conoscere l'offerta completa di innovazione presente in Italia. All'evento sono stati presenti almeno dieci governi di altrettante Regioni d'Italia insieme al loro ecosistema dell'innovazione, per un totale di oltre 500 attori partecipanti. L'offerta di innovazione non ha riguardato solo il settore ICT, ma ha coinvolto diverse tematiche, selezionate in base alla classificazione dei Cluster Tecnologici Nazionali in coerenza con la Strategia di Specializzazione delle Regioni (S3) richiesta dalla programmazione europea Horizon 2020: Fabbrica Intelligente, Scienze della Vita, Agrifood, Tecnologie per le Smart Community, Chimica Verde, Aerospazio, Tecnologie per gli ambienti di Vita, Mezzi e sistemi per la mobilità di superficie, terrestre e marina.

## Edizioni

### Edizione 2015
Per il primo anno Smau varca i confini nazionali con la prima edizione di Smau Berlino in programma il 12 e 13 marzo presso il Palazzo Italia, nella centralissima Unter den Linden al civico 10. L'evento ospita un'area espositiva con 50 startup e PMI innovative in rappresentanza dell'innovazione “made in Italy”, selezionate da Smau assieme alle Regioni italiane che partecipano al progetto. Le realtà presenti (startup, spin-off, centri di ricerca e imprese innovative) presenteranno i propri prodotti, prototipi e servizi classificati secondo le tematiche dei Cluster Tecnologici Nazionali. L'edizione di Berlino rappresenta un'anteprima dell'edizione nazionale di Smau che si svolge a ottobre a Milano in contemporanea con Expo 2015 e che ospita oltre 500 aziende innovative e più di 50.000 visitatori nazionali e internazionali.

### Edizione 2013
A partire dal Roadshow 2013 Smau ha affiancato alla tradizionale area dedicata alle novità tecnologiche per il business una nuova dimensione espositiva volta a presentare il mondo della Ricerca Industriale: laboratori, startup, spin off e acceleratori d'innovazione. Quest'area, ormai integrata completamente nel progetto Smau, ospita numerosi eventi volti a favorire l'incontro tra il mondo della Ricerca e quello dell'Industria. Lo Speed Pitching è l'evento in cui le startup e gli acceleratori d'innovazione effettuano una breve presentazione della propria attività agli imprenditori e manager in sala. A seguire, il Premio Lamarck è il riconoscimento che viene conferito alle tre startup più innovative.
Albo d'Oro premio Lamarck
2013
- SMAU MILANO - CheckApp, Flighttech Italia, U-Hopper, Spillover
- SMAU BARI - Question Cube

2014
- SMAU PADOVA - Responsa
- SMAU ROMA - SEOSTM
- SMAU CALABRIA - Viaggiart
- SMAU TORINO - Mobix
- SMAU MILANO - 1000 Italy, Kentstrapper, Made up

2015
- SMAU MILANO - I-Support, Revoilution
- SMAU BOLOGNA - AeroDron, Toc Toc
- SMAU PADOVA - IT Sensor
- SMAU NAPOLI - EP Cloud
- Fiera R2B - Alga&Zyme Factory

2016
- 2015 Fiera R2B - Alga&Zyme Factory
- SMAU TORINO - Donkey Commerce
- SMAU BOLOGNA - NeuronGuard

2017
- SMAU MILANO - Cynomys, Immensive, Smartme.io

2018
- SMAU BOLOGNA - Hooro

### Edizione 2008
Nel 2008 Smau per il primo anno ha affiancato all'edizione nazionale che si svolge ogni anno ad ottobre un circuito di appuntamenti sul territorio volti a portare l'innovazione direttamente a casa delle imprese. La prima tappa del Roadshow si è svolta a Padova a maggio e, negli anni successivi il Roadshow ha toccato le principali città italiane per portare sul territorio nazionale le migliori aziende tecnologiche, startup e innovazioni.

### Edizione 2023
Il Roadshow Smau diventa internazionale, alle tappe estere di Londra e Parigi si aggiunge San Francisco che, assieme alla tappa di Milano di Ottobre, arricchisce il format e la qualità degli incontri di business matching per le startup e gli operatori dell'innovazione. Completano il circuito le tappe locali di Taranto, Ascoli Piceno e Napoli.
La prima edizione di Smau San Francisco ha portato la più grande delegazione italiana in Silicon Valley che ha coinvolto 154 persone, tra cui 44 startup, investitori, imprese come Enel, Eni, Edison, Intesa San Paolo, FS, e cinque regioni. L'evento si è tenuto ad Innovit, una casa per l'innovazione Made in Italy.
L'evento è stato raccontato sulle principali testate giornalistiche di rilievo, attente ai temi dell'innovazione: EconomyUp, Innovationnation, Wired, Millionaire, Italian Tech di Repubblica.